# Taksówkarz (film)
Taksówkarz (ang. Taxi Driver) – amerykański film fabularny z 1976 roku w reżyserii Martina Scorsese.
Była to jedna z pierwszych wielkich ról Roberta De Niro, a także trzynastoletniej wtedy Jodie Foster. Muzykę do filmu skomponował Bernard Herrmann, dla którego był to ostatni film przed śmiercią.

## Obsada
- Robert De Niro jako Travis Bickle
- Jodie Foster jako Iris „Easy” Steensma
- Cybill Shepherd jako Betsy
- Harvey Keitel jako Matthew „Sport” Higgins
- Leonard Harris jako senator Charles Palantine
- Peter Boyle jako Wizard
- Albert Brooks jako Tom

## Fabuła
Film opowiada o losach Travisa Bickle (Robert De Niro), weterana wojny w Wietnamie, cierpiącego na bezsenność. Postanawia znaleźć pracę, w której będzie to atut. Został zatrudniony jako taksówkarz w Nowym Jorku. Niemały wpływ na proces rekrutacji miała zgoda na jazdę po Bronksie, gdzie wielu przedstawicieli tego zawodu kategorycznie odmawia świadczenia usług. Jeżdżąc po najgorszych dzielnicach, widzi wszechobecne zło, agresję i prostytucję. Brzydzi się brudem fizycznym i tym, że często po pracy musi usuwać z auta spermę, czasem też i krew. Za dnia stara się, bezskutecznie, poderwać pracowniczkę kampanii wyborczej – Betsy (Cybill Shepherd). By zwrócić jej uwagę, próbuje zabić kandydata na prezydenta, dla którego ona pracuje. Pewnego dnia poznaje nieletnią prostytutkę Iris (Jodie Foster), którą usiłuje namówić do odejścia z branży. Travis, ogarnięty obsesją jej uwolnienia, postanawia wziąć sprawy w swoje ręce i zabija jej sutenerów, sam zostając ciężko ranny. Zostaje uznany przez społeczeństwo za bohatera. Po wyzdrowieniu wraca do pracy taksówkarza.